# 小行星83598
艾未未星（又名小行星83598）是一颗主带小行星，2001年9月25日由香港业余天文学家杨光宇在美国亚利桑那州沙漠之鹰天文台（Desert Eagle Observatory）发现。2010年，國際天文聯會批准将该星命名为“艾未未星”，以表彰中国艺术家艾未未的成就。